# Interstate 169 (Texas)
Pour les articles homonymes, voir I169 et Interstate 169.
L'Interstate 169 (I-169) est une autoroute auxiliaire de l'I-69E du Texas. Elle relie l'I-69E, en multiplex avec la SH 550, au Port de Brownsville. Pour le moment, elle mesure 9,74 miles (15,68 km). À terme, elle fera près de dix miles (16 km). Elle permettra au trafic lourd de relier le port en évitant le trafic principal de la ville.

## Description du tracé
L'I-169 / SH 550 sert de route collectrice entre l'I-69E / US 77 / US 83 et le Port de Brownsville. La route demeure incomplète et certains segments sont constitués des voies de service. Ultimement, la route reliera directement l'autoroute au Port.

## Liste des sorties
Les sorties ne portent pas de numéro.
| Interstate 169                            |              |                                                                              |       |                                                      | |
| Comté                                     | Municipalité | mi                                                                           | km    | Intersections / Destinations                         | Notes |
| Cameron                                   | Brownsville  | 0,00                                                                         | 0,00  | Capt. Donald L. Foust Road                           | Intersection à niveau; terminus est de la SH 550; futur terminus sud de l'I-169; continue comme Ray Windhaus Road |
| Cameron                                   | Brownsville  |                                                                              |       | Old State Highway 48                                 | Intersection à niveau                                                                                             |
| Cameron                                   | Brownsville  | Porte du Port de Brownsville entrée (direction est) sortie (direction ouest) |       |                                                      | |
| Cameron                                   | Brownsville  | SH 48 (en)                                                                   |       |                                                      | |
| Cameron                                   | Brownsville  | 1,42                                                                         | 2,29  | FM 511 (en) est                                      | Sortie direction sud, entrée direction nord                                                                       |
| Cameron                                   | Brownsville  | 3,49                                                                         | 5,62  | Port Isabel Road                                     | |
| Cameron                                   | Brownsville  | 6,54                                                                         | 10,53 | FM 3248 (en) (Dr. Hugh Emerson Road) FM 511 (en) fin | |
| Cameron                                   | Brownsville  | 6,88                                                                         | 11,07 | FM 1847 (en)                                         | Terminus sud temporaire de l'I-169; terminus sud du multiplex avec SH 550                                         |
| Cameron                                   | Brownsville  | 7,22                                                                         | 11,62 | Old Alice Road                                       | |
| Cameron                                   | Brownsville  | 9,74                                                                         | 15,68 | I-69E / US 77 / US 83 vers I-2                       | Sortie 10B de l'I-69E sud; terminus nord du multiplex avec SH 550                                                 |
| - Terminus de multiplex - Accès incomplet |              |                                                                              |       |                                                      | |